# Distretto di Wągrowiec
Il distretto di Wągrowiec (in polacco powiat wągrowiecki) è un distretto polacco appartenente al voivodato della Grande Polonia.

## Geografia antropica

### Suddivisioni amministrative
Il distretto comprende 7 comuni.
- Comuni urbani: Wągrowiec
- Comuni urbano-rurali: Gołańcz, Skoki
- Comuni rurali: Damasławek, Mieścisko, Wapno, Wągrowiec